# المادة 10 من قانون اللوائح الفيدرالية
المادة 10 من قانون اللوائح الفيدرالية هي واحدة من خمسين مادة تتكون منها اللوائح الفيدرالية الأمريكية، التي تحتوي على المجموعة الرئيسية من القواعد واللوائح الصادرة عن الوكالات الفيدرالية فيما يتعلق بالطاقة النووية. وهي متوفرة في شكل رقمي ومطبوع، ويمكن الرجوع إليها عبر الإنترنت باستخدام المدونة الإلكترونية للوائح الفيدرالية.

## المحتويات
جدول المحتويات، كما هو موضح للوائح الفيدرالية الإلكترونية للوائح الفيدرالية المحدث في 19 يونيو 2014، على النحو التالي:
| المجلد | الفصل | الجزء     | الكيان التنظيمي                                           |
| ------ | ----- | --------- | --------------------------------------------------------- |
| 1      | I     | 0-50      | اللجنة تنظيمية نووية                                      |
| 2      | I     | 51-199    | اللجنة تنظيمية نووية                                      |
| 3      | II    | 200-499   | وزارة الطاقة الأمريكية                                    |
| 4      | II    | 500-699   | وزارة الطاقة الأمريكية                                    |
| 4      | III   | 700-999   | وزارة الطاقة الأمريكية                                    |
| 4      | X     | 1000-1099 | وزارة الطاقة الأمريكية (أحكام عامة)                       |
| 4      | XIII  | 1300-1399 | مجلس المراجعة الفنية للنفايات النووية                     |
| 4      | XVII  | 1700-1799 | هيئة سلامة المنشآت النووية التابعة للدفاع                 |
| 4      | XVIII | 1800-1899 | هيئة النفايات المشعة ذات المستوى المنخفض في الشمال الشرقي |

الأجزاء من 0 إلى 199 هي المتطلبات المنصوص عليها في «هيئة تنظيم الأسلحة النووية بالولايات المتحدة»، وهي ملزمة لجميع الأشخاص والمنظمات الذين يحصلون على ترخيص من الهيئة لاستخدام المواد النووية أو تشغيل المنشآت النووية. الترخيص مطلوب لتصميم وتصنيع وبناء وتشغيل وإيقاف تشغيل المفاعلات النووية. يمكن أن تكون هذه المنشآت مفاعلات تجارية أو أبحاث أو اختبارات.